# Extremadurská Wikipedie
Extremadurská Wikipedie (extremadursky: Wikipedia en estremeñu, také Güiquipedia) je jazyková verze Wikipedie v extremadurštině. K roku 2024 obsahuje 3 729 článků a je 227. největší Wikipedií.

## Kontroverze
Extremadurská Wikipedie byla kritizována za to, že extremadurština je ve skutečnosti pouze dialekt asturštiny, nebo kastilštiny a nemá žádný ustanovený pravopis. Diskuse vyvolával také fakt, že vznik iniciovali pouze tři přispěvatelé.